# Hans Jensen

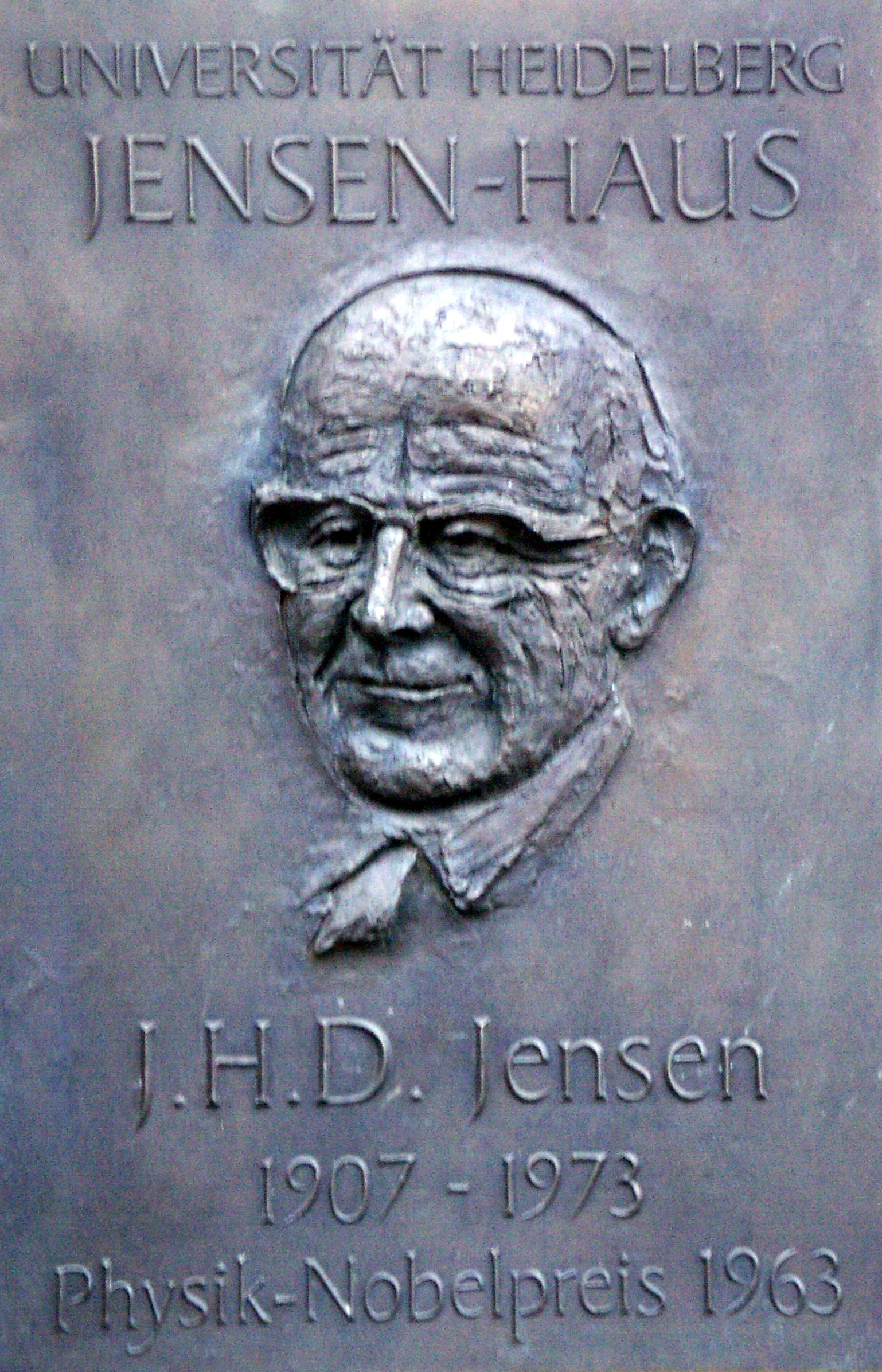
Jensen Herdenkingsplaquette, Institut für Theoretische Physik der Universität Heidelberg

Johannes Hans Daniel Jensen (Hamburg, 25 juni 1907 – Heidelberg, 11 februari 1973) was een Duits kernfysicus. In de Tweede Wereldoorlog werkte hij aan het Duitse nucleaire energieproject, ook bekend onder de naam Uranverein. Jensen deelde in 1963 de Nobelprijs voor de Natuurkunde met Maria Goeppert-Mayer voor hun voorstel voor de schilstructuur van de atoomkern.

## Biografie
Jensen werd geboren als zoon van tuinman Karl Jensen en Helene Ohm Jensen. Van 1926 tot 1931 studeerde hij natuur-, wis-, fysische scheikunde en filosofie aan de universiteiten van Hamburg en Freiburg. In 1932 verkreeg hij onder Wilhelm Lenz zijn doctoraat in de natuurkunde.
Na zijn afstuderen was hij wetenschappelijk assistent bij het instituut van theoretische natuurkunde aan de universiteit van Hamburg. In 1936 voltooide hij zijn habilitatie waarna hij in 1937 privaatdocent werd en vanaf 1941 professor theoretische natuurkunde aan de Technische Hogeschool in Hannover. In 1949 werd hij benoemd tot professor aan de Ruprecht-Karls-universiteit te Heidelberg – vanaf 1969 emeritus praecox.
Daarnaast was hij gasthoogleraar aan de universiteit van Wisconsin (1951), het Institute of Advanced Study te Princeton (1952), de universiteit van Californië - Berkeley (1953), de universiteit van Indiana (1953), de universiteit van Minnesota (1956) en de universiteit van Californië - San Diego (1961).
Samen met mede-Nobelprijswinnares Maria Goeppert-Mayer is hij coauteur van het boek Elementary Theory of Nuclear Shell Structure, waarin ze hun bevindingen verklaarden.

## Tweede Wereldoorlog
Hoewel onder het bewind van de nationaalsocialisten alle Duitse universiteiten werden gepolitiseerd werd dit proces op geen enkele universiteit zo strikt uitgevoerd als op de Universiteit van Hamburg, waar Jensen zowel promoveerde als habiliteerde. Toen hij in 1936 zijn habilitatie behaalde was Jensen al drie jaar lid van de NSDDB, de Nationalsozialistischer Deutscher Dozentenbund, twee jaar van de NSLB, de Nationalsozialistischer Lehrerbund en kandidaat-lid van de NSDAP, de Nationalsozialistische Deutsche Arbeiterpartei, die hij het jaar daarop verkreeg. Hoewel politieke lidmaatschap niet verplicht was had de leider van de NSLB van de universiteit hem duidelijk gemaakt dat actieve deelname werd verwacht en dat is wat ze kregen.
Tijdens zijn periode als privaatdocent in Hamburg werkte hij samen met Paul Harteck, die naast directeur van de faculteit schei- en natuurkunde ook adviseur was van het Heereswaffenamt op het gebied van explosieven. Met zijn onderwijsassistent Wilhelm Groth had Harteck contact opgenomen met het Rijksministerie van Oorlog waarbij hij hun attendeerde op de potentiële militaire toepassingen van nucleaire kettingreacties.
Om dit nader te onderzoeken werd op 1 september 1939 de Uranverein opgericht. Harteck, een van de hoofdpersonen binnen de Uranverein, betrok Jensen bij het project. Jensens belangrijkste taak betrof de ontwikkeling van gascentrifuges voor het scheiden van uraniumisotopen. Harteck en Jensen bouwden dubbeltraps centrifuges gebaseerd op het schommelprocedé (Schaukelverfahren) om het gewenste effect te verkrijgen.
Na de oorlog, toen de denazificatieprocessen begonnen, keerde Jensen zich tot Werner Heisenberg voor een verklaring omtrent zijn persoonlijke karakter – een document bekend als een Persilschein. Heisenberg schreef het document waarin hij verklaarde dat Jensen alleen lid van de nazipartijen was geworden om onnodige moeilijkheden in de academische wereld te voorkomen.